# Buḩayrat Mas‘adah
Buḩayrat Mas‘adah (arabiska: بحيرة مسعدة) är en kratersjö i Syrien, 60 kilometer sydväst om Syriens huvudstad Damaskus. Buḩayrat Mas‘adah ligger 948 meter över havet. Arean är 0,44 kvadratkilometer. Den sträcker sig 0,8 kilometer i nord-sydlig riktning, och 0,8 kilometer i öst-västlig riktning.
Trakten runt Buḩayrat Mas‘adah består till största delen av jordbruksmark. Runt Buḩayrat Mas‘adah är det ganska glesbefolkat, med 24 invånare per kvadratkilometer.